# Jan Wątroba

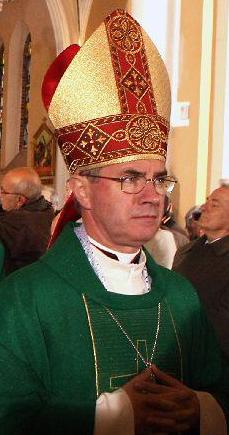
Jan Franciszek Wątroba (2010)

Bischofswappen von Jan Wątroba

Jan Franciszek Wątroba (* 4. Dezember 1953 in Wieluń) ist ein polnischer römisch-katholischer Geistlicher und Bischof von Rzeszów.

## Leben
Jan Wątroba besuchte bis 1968 die Grundschule in Wieluń und danach das Tadeusz-Kościuszko-Gymnasium in Wieluń, an dem er 1972 das Abitur erlangte. Anschließend studierte er Philosophie und Katholische Theologie am Priesterseminar in Częstochowa. Daneben leistete er zwei Jahre Wehrdienst in Bartoszyce. Er empfing am 27. Mai 1979 in der Kathedrale von Częstochowa durch den Bischof von Częstochowa, Stefan Bareła, das Sakrament der Priesterweihe für das Bistum Częstochowa (ab 1992 Erzbistum Częstochowa).
Nach der Priesterweihe war Wątroba zunächst als Pfarrvikar der Pfarrei Heilig Geist in Wieruszów tätig. 1981 wurde er für weiterführende Studien nach Rom entsandt, wo er 1985 an der Päpstlichen Lateranuniversität ein Lizenziat im Fach Pastoraltheologie erwarb. Neben seinem Studium wirkte er als Seelsorger für die polnischen Pilger im Centro Pastorale Corda Cordi in Rom. Nach der Rückkehr in seine Heimat war er von 1985 bis 1994 persönlicher Sekretär des Erzbischofs von Częstochowa, Stanisław Nowak. In dieser Zeit war er außerdem Sekretär der Pastoralabteilung und Pressesprecher des Bistums. Ab 1987 fungierte Wątroba zudem als Spiritual für die jungen Priester des Bistums und ab 1994 als Regens des Priesterseminar in Częstochowa. Ab 1994 war er zusätzlich Domherr an der Kathedrale von Częstochowa. Überdies gehörte er dem Priesterrat, dem Konsultorenkollegium und dem Diözesanpastoralrat des Erzbistums Częstochowa an. Im Jahr 2000 verlieh ihm Papst Johannes Paul II. den Ehrentitel Päpstlicher Ehrenkaplan. Daneben wurde er 1999 an der Akademie für Katholische Theologie in Warschau bei Stanisław Wiesław Urbański mit der Arbeit Permanentna formacja duchowa kapłanów w świetle soborowych i posoborowych dokumentów Urzędu Nauczycielskiego Kościoła (1963–1994) („Die Priesterfortbildung im Lichte der konziliaren und nachkonziliaren Dokumente des kirchlichen Lehramtes (1963–1994)“) zum Doktor der Theologie promoviert.
Am 20. April 2000 ernannte ihn Papst Johannes Paul II. zum Titularbischof von Bisica und zum Weihbischof in Częstochowa. Der Erzbischof von Częstochowa, Stanisław Nowak, spendete ihm am 20. Mai desselben Jahres in der Kathedrale von Częstochowa die Bischofsweihe; Mitkonsekratoren waren der Erzbischof von Lublin, Józef Życiński, und der Weihbischof in Częstochowa, Antoni Długosz. Sein Wahlspruch Ecce venio („Siehe, ich komme“) stammt aus Hebr 10,7 . Als Weihbischof war Wątroba zudem Generalvikar des Erzbistums Częstochowa. Darüber hinaus gehörte er weiterhin dem Priesterrat, dem Konsultorenkollegium und dem Diözesanpastoralrat des Erzbistums an. Bis März 2012 fungierte er überdies als Vorsitzender des Diözesanvermögensverwaltungsrats.
Papst Franziskus bestellte ihn am 14. Juni 2013 zum Bischof von Rzeszów. Die Amtseinführung folgte am 20. Juli desselben Jahres. Außerdem gehört Wątroba seit 2013 den Kolumbusrittern an. 2018 erhielt er das goldene Abzeichen „Für Verdienste in der Strafvollzugsarbeit“ sowie 2013 die Medaille „Milito Pro Christo“ und das Großkreuz des Sankt-Stanislaus-Ordens.
In der Polnischen Bischofskonferenz gehört Wątroba zudem der Kleruskommission, der Marianischen Kommission und dem Familienrat an. Zuvor fungierte er als Delegierter der Bischofskonferenz für die Frauenseelsorge und als Vorsitzender des Familienrates. Darüber hinaus nahm er 2015 an der 14. ordentlichen Generalversammlung der Bischofssynode zum Thema Berufung und Sendung der Familie in Kirche und Welt von heute teil. Ferner ist er Ehrenmitglied der Internationalen Marianischen Päpstlichen Akademie.

## Schriften
- Permanentna formacja duchowa kapłanów w świetle soborowych i posoborowych dokumentów Urzędu Nauczycielskiego Kościoła (1963–1994) (= Biblioteka „Niedzieli“. Band 70). Tygodnik Katolicki „Niedziela“, Częstochowa 1999, ISBN 978-83-8607682-6.
- Radykalizm ewangeliczny życia kapłańskiego w permanentnej formacji duchowej. In: Częstochowskie Studia Teologiczne. Band 27, 1999, OCLC 995391953, S. 291–310 (theo-logos.pl [PDF; 1,4 MB]).
- Więź kapłana ze wspólnotą wiernych w kontekście permanentnej formacji duchowej kapłanów. In: Stanisław Urbański, Marek Szymula (Hrsg.): Duchowość przełomu wieków (= Mistyka Polska. Band 7). Wydaw. Uniwersytetu Kardynała Stefana Wyszyńskiego, Warschau 2000, OCLC 1352931218, S. 394–417.
- Oczekiwania Kościoła wobec odpowiedzialnych za formację stałą kapłanów. In: Stanisław Urbański, Marek Szymula (Hrsg.): Duchowość Europy (= Mistyka Polska. Band 8). 2001, OCLC 1349950075, S. 383–401.
- Wzajemne relacje kapłanów i wiernych świeckich w procesie dojrzewania duchowego. In: Stanisław Urbański, Marek Szymula (Hrsg.): Duchowość osób powołanych (= Mistyka Polska. Band 9). 2002, OCLC 1356749674, S. 39–56.
- XIV Zwyczajne Zgromadzenie Synodu Biskupów – małżeństwo i rodzina w posynodalnej refleksji. In: Ruch Biblijny i Liturgiczny. Band 69, Nr. 2, 2016, OCLC 6833124391, S. 145–156 (net.pl [PDF; 85 kB]).
- Miłość pasterska wewnętrzną zasadą życia duchowego kapłanów. In: Włodzimierz Gałązka (Hrsg.): Tylko służyć (= Mistyka Chrześcijańska. Band 146). Band 2. Wydawnictwo Uniwersytetu Kardynała Stefana Wyszyńskiego, Warschau 2016, OCLC 998744148.